# 似鳥龍形類
似鳥龍形類（Ornithomimiformes）是個獸腳亞目演化支，包含阿瓦拉慈龍科與似鳥龍下目。
古生物學家保羅·塞里諾（Paul Sereno）在2005年建立似鳥龍形類的概念，並將牠們定義為：親緣關係接近埃德蒙頓似鳥龍，而離家麻雀較遠的所有物種。因為塞里諾將似鳥龍下目重新定義為較狹隘的範圍，所以必須建立起一個演化支，來包含阿瓦拉慈龍科與似鳥龍下目兩個姐妹演化支；而阿瓦拉慈龍科過去曾被分類於似鳥龍下目之內。
似鳥龍形類可能是手盜龍類的姐妹演化支，兩者都屬於手盜龍形類。

## 分類歷史
在1990年代早期，古生物學家湯瑪斯·荷茲（Thomas R. Holtz Jr.）等人提出一個獸腳亞目演化支，夾蹠龍類（Arctometatarsalia）。夾蹠龍類具有夾蹠型態的踝部，這群二足恐龍的上足部骨頭緊密夾在一起，這是種奔跑的適應演化。在1994年，荷茲將夾蹠龍類定義為：第一個演化出夾蹠型態踝部的獸腳類恐龍，與其所有後代。荷茲後來在1996年與2000年，以支系作為基礎，重新將夾蹠龍類定義為：似鳥龍，以及獸腳亞目之中與似鳥龍有較近的最近共同祖先，而非與鳥類有較近共同祖先的所有物種。之後大部分科學家，包括荷茲在內，認為夾蹠龍類並非一個天然演化支，並證實暴龍超科與傷齒龍科與虛骨龍類的親緣關係較近，而離似鳥龍下目較遠。自從夾蹠龍類改採似鳥龍作為基礎的狹隘的定義，該名詞與似鳥龍下目相比顯得多餘，所以夾蹠龍類逐漸少用。
似鳥龍形類被認為與湯瑪斯·荷茲建立的夾蹠龍類相符合，但保羅·塞里諾反對這個概念，因為夾蹠龍類的定義常被湯瑪斯·荷茲所更改。